# Elektrofiltr

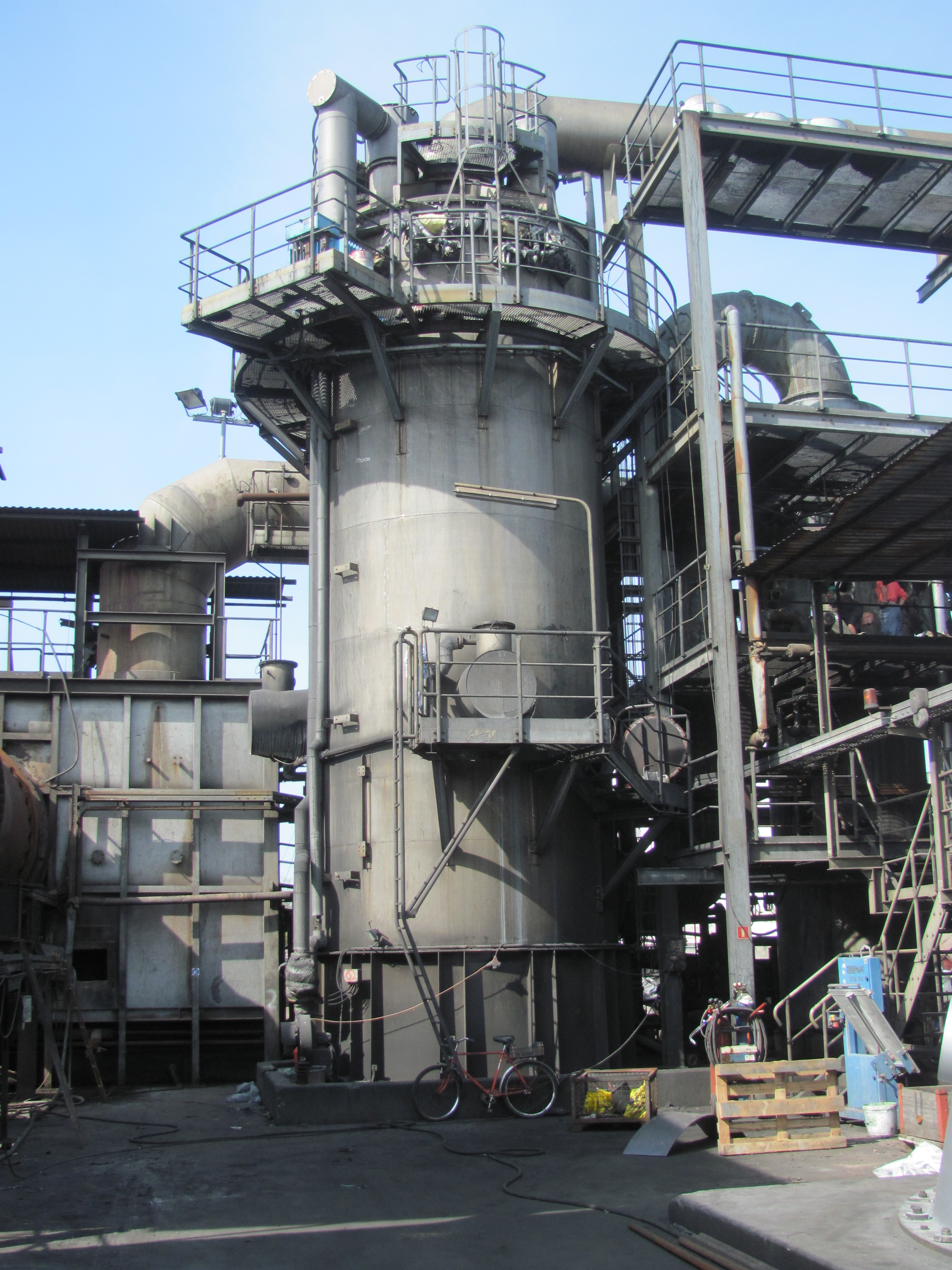
Elektrofiltr – widok ogólny.

Elektrofiltr, filtr elektrostatyczny, odpylacz elektrostatyczny (skrótowo EF lub ang. ESP, czyli electrostatic precipitator) – rodzaj odpylacza lub filtru, w którym usuwane są pyły, dymy i aerozole z gazu (gazu technologicznego, spalin lub innych gazów odlotowych, powietrza). Składa się z szeregu elektrod (ostrzowych, drutowych, lub płaskich) pod wysokim napięciem. Pole elektrostatyczne (prawo Coulomba) elektrod powoduje osadzanie się cząstek stałych na płaskiej elektrodzie wychwytującej.

## Zasada działania
Ponieważ cząstki pyłu niesione przez gaz są z natury elektrycznie obojętne, muszą zostać naelektryzowane, tak aby proces oczyszczania mógł zachodzić.
Ładunek elektryczny jest nadawany ziarnom pyłu poprzez wykorzystanie ulotu, tj. opuszczania elektrody przez ładunki elektryczne wskutek wyładowania koronowego – rodzaju wyładowania elektrycznego w niejednorodnym silnym polu elektrycznym, z zastosowaniem napięć rzędu 40–80 kV. Zwykle stosuje się ujemne ładowanie elektrody ulotowej. Ziarna pyłu uzyskują ładunek elektryczny od zjonizowanych przez ulot cząsteczek gazu. Obdarzone ładunkiem elektrycznym wędrują (migrują) do elektrody o ładunku przeciwnym (zjawisko elektroforezy), na której się osadzają (jest to elektroda osadcza bądź zbiorcza). Na elektrodzie cząstki rozładowują się elektrycznie. Następnie są cyklicznie z niej usuwane (strącone lub spłukane).
Siła elektrostatyczna zależy od ładunku ziarna pyłu, zaś ładunek możliwy do zgromadzenia na ziarnie zależy m.in. od rozmiaru tegoż ziarna. Dlatego elektrofiltry bardzo skutecznie (zwykle w ponad 99% dla cząsteczek 1 µm) wychwytują ziarna pyłu.

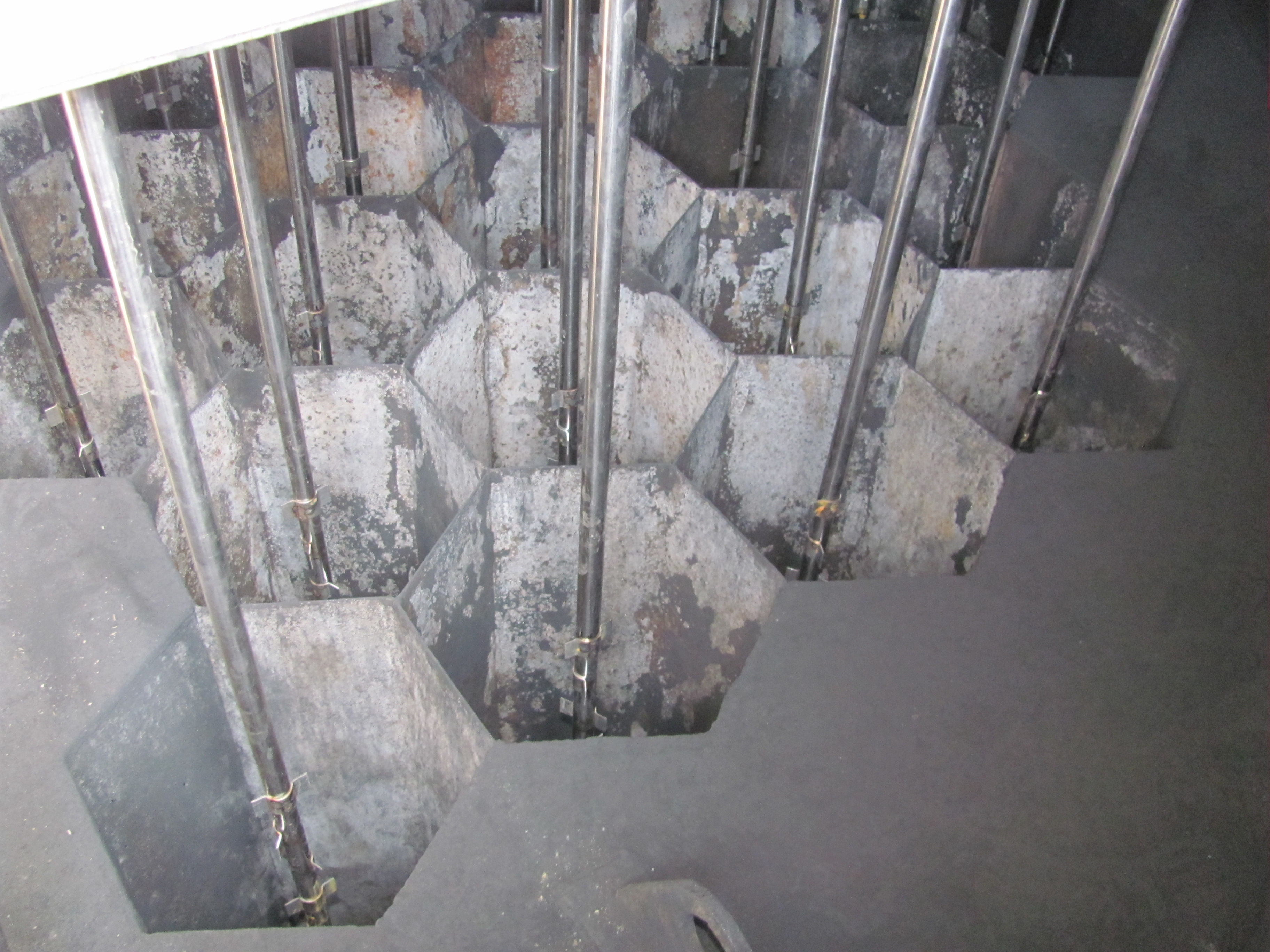
Wnętrze elektrofiltru. Ujemne elektrody ulotowe w kształcie prętów, dodatnia elektroda zbiorcza w kształcie plastra miodu.

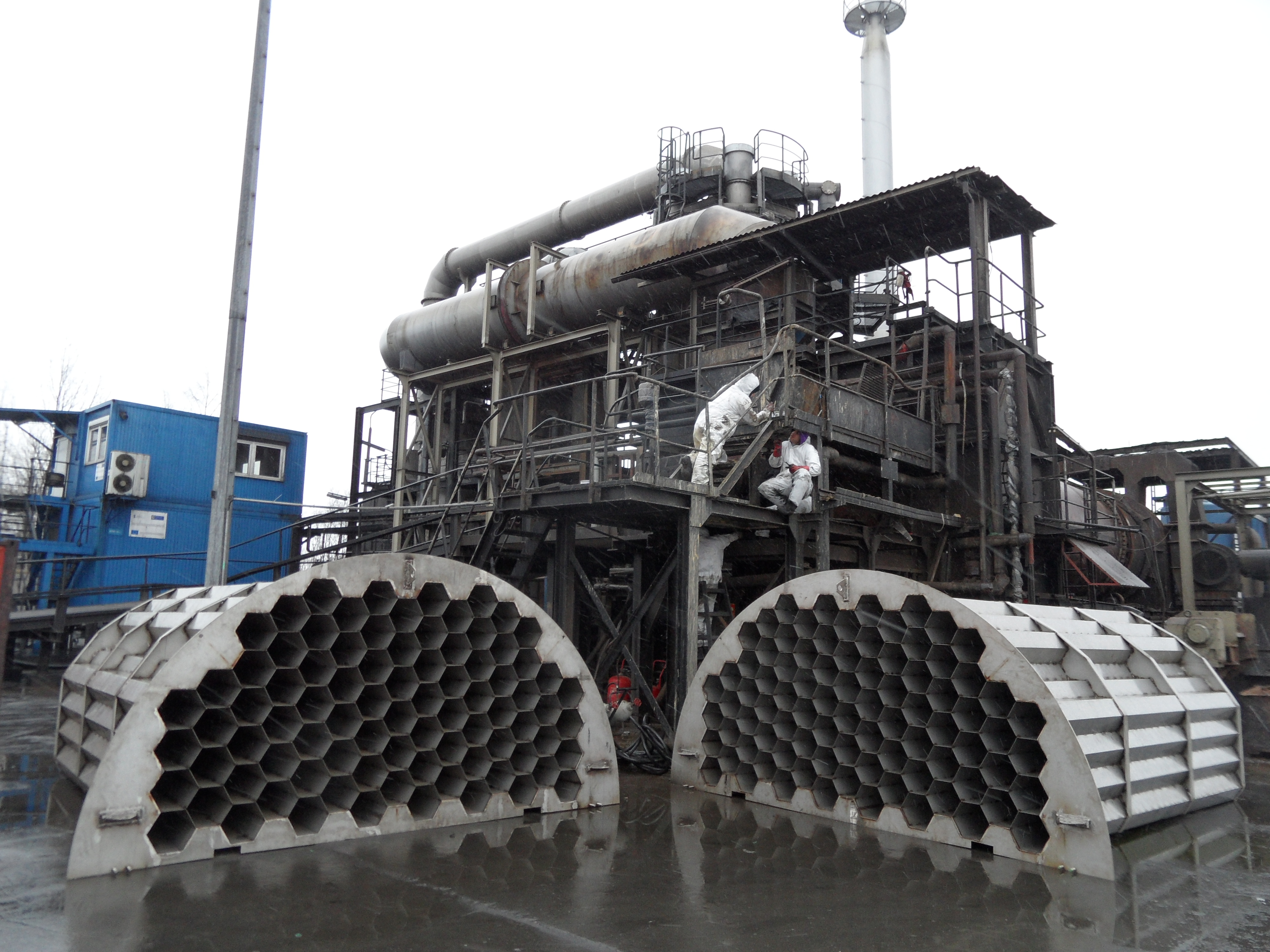
Dodatnia elektroda zbiorcza w kształcie plastra miodu elektrofiltru spalarni odpadów niebezpiecznych w Gdańsku przed montażem.

## Historia
Powszechnie uznaje się, że wynalazcą elektrofiltru był Amerykanin Frederick Gardner Cottrell (1877–1948) stąd inna nazwa – odpylacz Cottrella.

## Zastosowanie
W energetyce zawodowej elektrofiltr jest powszechnie stosowanym urządzeniem pomocniczym kotła opalanego pyłem węglowym. W metalurgii odpyla np. gazy odlotowe ze spiekania surowców, a przy otrzymywaniu miedzi z kruszców siarczkowych odpyla gaz z konwertorowania kamienia miedziowego, zawierający dwutlenek siarki, kierowany do produkcji kwasu siarkowego. W koksowniach znalazł zastosowanie do odpylania i odsmalania surowego gazu koksowniczego. Bywa też stosowany do odpylania gazów odlotowych z pieców obrotowych w cementowniach.

## Wady i zalety elektrofiltrów
Do zalet elektrofiltrów należą:
- możliwość odpylania w sposób ciągły bardzo znacznych ilości spalin,
- możliwość uzyskania bardzo dużej sprawności dochodzącej do 99,9%,
- minimalna liczba części ruchomych,
- małe opory przepływu gazów,
- możliwość odpylania gorących gazów.

Natomiast wadami elektrofiltrów są:
- duży koszt wytwarzania, zwłaszcza zespołów zasilających,
- duże gabaryty,
- wrażliwość na zmiany parametrów gazów odlotowych,
- możliwość zapalenia się gazów palnych,
- znaczna czułość na zmiany temperatury i wilgotności spalin,
- znaczna czułość na zmiany charakterystyki pyłu, zwłaszcza jego rezystywności (oporu właściwego).

## Czynniki mające wpływ na wydajność odpylania
- natężenie pola elektromagnetycznego,
- wielkość napięcia,
- odległość i kształt elektrod,
- rozmiar cząstek pyłu,
- temperatura i wilgotność gazów odlotowych.